# 津輕市
津輕市（日语：／ Tsugaru shi */?）是位於日本青森縣中西部的城市。西邊面向日本海，一級河川岩木川流經東部邊界並往北注入十三湖。津輕市為青森縣內除陸奧市外另一以平假名命名的城市，市內屬於繩紋時代的遺址數量相當多。當地在就業與就學方面與五所川原市、鰺澤町等地有密切的關聯。當地以農業為主，生產稻米、蘋果、哈蜜瓜和蓴菜等農產品。

## 地理
津輕市境內約56%的土地為農地，13.7%的土地被森林覆蓋。北部為津輕平原，西部的海岸線由被稱為七里長濱與屏風山的丘陵地帶組成。屏風山丘陵南北長約30公里，寬度約3至5公里。位於北部車力地區的往古之木嶺海拔為78.6公尺，南部木造地區的天皇山海拔則為56.7公尺，其餘皆為海拔20公尺左右的平坦地區。山田川由南往北流經市內的中央地區，在中游處形成田光沼，並在北邊注入十三湖。

### 氣候
當地在氣候上屬於日本海側氣候。由於對馬暖流流經沿海地區，因此冬季較縣內其他地區溫暖。北部為降雪量較多的豪雪地帶，南部的降雪量較少。

## 歷史
津輕市内的繩紋時代遺址相當多，境內已確認的116處遺址中就有83處屬於繩紋時代的遺址。位於市內的田小屋野貝塚是日本海少數擁有貝塚的聚落遺跡，屬於石器時代的龜岡遺址則發掘出被指定為日本重要文化財的遮光器土偶，兩處遺跡於2021年被列為日本北部的繩紋史前遺址群，並且被聯合國教科文組織列為世界文化遺產。繩紋時代晚期以北日本為中心的龜岡文化便以此遺址命名。
2005年（平成17年）2月11日，西津輕郡的木造町、森田村、柏村、稻垣村與車力村合併成現今的津輕市。

## 行政
- 市長：倉光弘昭
- 古坂英（市長職務執行者、舊柏村長，從2005年（平成17年）2月11日至2005年（平成17年）3月12日）
- 福島弘芳（舊木造町長，從2005年（平成17年）3月13日）
  - 出生於1945年（昭和20年）11月4日（62歲）簡歷（舊木造町：議會議長、助理、町長）

### 市議會
- 人數：24人（2015年度減少至20人）
- 任期：2011年（平成23年）2月11日至2015年（平成27年）2月10日

### 青森縣議會
- 人數：1人
- 任期：2011年（平成23年）4月30日至2015年（平成27年）4月29日

## 經濟

### 產業

#### 漁業
- 木造漁港
- 車力漁港

#### 商業
- ÆON（舊柏村）- ÆON MALL 津輕柏。擁有以JUSCO津輕柏店為核心的約70間店舗，附設戲院。與周邊的大型商店連成一線。

### 郵政

#### 配送據點
- 郵政事業五所川原分店
  - 木造配送中心
  - 稻垣配送中心
  - 森田配送中心
  - 出精配送中心
  - 車力配送中心

#### 郵政局
- 木造郵政局（84014）
- 車力郵政局（84054）
- 稻垣郵政局（84079）
- 森田郵政局（84103）
- 館岡郵政局（84109）
- 出精郵政局（84142）
- 柏郵政局（84157）
- 越水郵政局（84204）
- 富萢簡易郵政局（84705）
- 出來島簡易郵政局（84711）
- 相野簡易郵政局（84722）
- 菰槌簡易郵政局（84727）
- 筒木坂簡易郵政局（84741）
- 福原簡易郵政局（84742）
- 下古川簡易郵政局（84748）
- 吹原簡易郵政局（84753）
- 三館簡易郵政局（84758）
- 月見野簡易郵政局（84759）
- 繁田簡易郵政局（84763）
- 千年簡易郵政局（84764）
- 牛潟簡易郵政局（84767）
- 出野里簡易郵政局（84769）

## 交通

### 鐵道
- 東日本旅客鐵道
  - 五能線：木造站 - 中田站 - 陸奧森田站 - 越水站

### 巴士
- 弘南巴士

### 道路

#### 一般國道
- 國道101號

#### 縣道
- 主要地方道
  - 青森縣道2號屏風山內真部線
  - 青森縣道12號鰺澤蟹田線
  - 青森縣道37號弘前柏線
  - 青森縣道39號長平町森田線
  - 青森縣道43號五所川原車力線
- 一般縣道
  - 青森縣道114號菰槌木造線
  - 青森縣道115號川除木造線
  - 青森縣道132號十腰內陸奧森田停車場線
  - 青森縣道153號山田鶴田線
  - 青森縣道154號妙堂崎五所川原線
  - 青森縣道161號豐川館岡線
  - 青森縣道162號再賀木造線
  - 青森縣道164號林五所川原線
  - 青森縣道184號下派立沼崎線
  - 青森縣道185號出來島丸山線
  - 青森縣道186號桑野木田南廣森線
  - 青森縣道187號越水木造線
  - 青森縣道188號福原陸奧森田停車場線
  - 青森縣道189號富萢薄市線
  - 青森縣道200號米山菖蒲川線
  - 青森縣道228號高山稻荷神社線
  - 青森縣道241號木造停車場線
  - 青森縣道245號稻盛千代町山田線
  - 青森縣道261號鳴澤停車場線
  - 青森縣道267號山田鰺澤線

## 觀光

### 景點、遺跡
- 田小屋野貝塚: 繩文時代前、中期。國家歷史遺跡  （页面存档备份，存于）
- 蘋果樹（桑野木田字千年）縣之天然紀念物，樹齡118年，為日本唯一的蘋果古樹。 （页面存档备份，存于）
- 龜岡石器時代遺跡（木造館岡、龜岡）國家歷史遺跡  （页面存档备份，存于），被發掘而最出名的遺跡為遮光器土偶。
- 石神遺跡出土文物（津輕市森田歷史民俗資料館）繩文時代前、中期，圓筒土器。國家重要文化財產  （页面存档备份，存于）
- 高山稻荷神社
- 出來島海濱浴場
- 舊高谷銀行總店（現盛農藥商會倉庫）登記的有形文化財產  （页面存档备份，存于），大正初期由堀江組施工。
- 稻垣溫泉
- 森田歷史民俗資料館（
- 繩文住所展示資料館（木造若綠）
- 木造龜岡考古資料室（木造館岡屏風山）

## 地域

### 教育

#### 高等學校
- 青森縣立木造高等學校
  - 青森縣立木造高等學校稻垣分校（2010年（平成22年）3月閉校）
  - 青森縣立木造高等學校車力分校（2006年（平成18年）3月閉校）

#### 中學
- 市立5校（木造、森田、柏、稻垣、車力）
  - 2009年（平成21年）4月，木造中、木造西及館岡中學合併為木造中學。

#### 小學
- 市立11校（向陽、穗波、瑞穗、森田、育成、柏、稻垣、稻垣西、牛潟、車力、富萢）
  - 2009年（平成21年）4月，豐川、繁田、下繁田小學合併為稻垣小學。校歌的作詞作曲者為吉幾三。

#### 特別支援學校
- 青森縣立森田養護學校

### 所屬警察署
- 津輕警察署：舊木造警察署，因市制施行而更改名稱。

### 防衛
- 日本航空自衛隊車力分屯基地：位於車力地區。第6高射群第21高射隊、第22高射隊、第4移動通信隊。
- X帶雷達：美軍的彈道飛彈早期警戒雷達，於2006年（平成18年）設置於車力分屯基地內。

## 姐妹城市、提攜都市

### 國外
- 美國緬因州巴斯市
  - 2006年（平成18年）7月6日友好都市提攜，在產業、文化、教育等作出交流。（繼承舊車力村）

### 國內
- 千葉縣柏市
  - 2005年（平成17年）7月23日友好都市提攜，在人與物產關係作出交流。（繼承舊柏村）
- 北海道白老町
  - 2005年（平成17年）7月31日姐妹城市提攜，在教育、文化、產業、經濟等作出交流。（繼承舊森田村於1991年（平成3年）10月的提攜）

## 本地出身的名人
- 竹內俊吉（原青森縣知事）
- 竹內黎一（原科學技術廳長官）
- 松木滿史（畫家）
- 上原賢六（作曲家）
- 松本莉緒（舊名：松本惠，女優、演員）
- 青山良平（演員）
- 旭富士正也（前相樸選手，第63代橫綱，現伊勢濱親方）
- 雲龍辰五郎（前相樸選手，前頭）
- 坂本東一（馬拉橇賽馬騎手）
- 葛西伸哉（輕小說作家）
- 工藤淳（氣象預報員）
- 小島和惠（田徑選手）
- 長谷川清次郎（村長、慈善家）